# Fazenda
Fazenda – parafia (freguesia) gminy Lajes das Flores. W 2011 miejscowość była zamieszkiwana przez 257 mieszkańców.